# 고병욱 (스피드스케이팅 선수)
고병욱(1990년 1월 24일~)은 대한민국의 스피드스케이팅 선수, 사이클 선수이다. 현재 의정부시청 소속으로 활동하고 있다. 스피드스케이팅 선수로서 아시안 게임에 2회 출전했고, 사이클 선수로서 2013년 하계 데플림픽에 참가하였다.

## 경력
- 2013.07 제22회 소피아 농아인올림픽대회 사이클 국가대표
- 2011 제7회 아스타나-알마티 동계 아시아 경기대회 스피드스케이팅 국가대표
- 2007.01 제6회 장춘 동계아시안게임 빙속부문 국가대표

## 학력
- 서울우이초등학교 졸업
- 청원중학교 졸업
- 불암고등학교 졸업
- 한국체육대학교 졸업

## 수상
- 2015 제45회 회장배 전국남녀스피드스케이팅대회 남일반부 5천m 우승
- 2015 제45회 회장배 전국남녀스피드스케이팅대회 8주 팀추월 우승
- 2015 제45회 회장배 전국남녀스피드스케이팅대회 남자 일반부 3000m 우승
- 2014 ISU 스피드스케이팅 월드컵 4차 대회 남자 팀추월 금메달
- 2014 ISU 스피드스케이팅 월드컵 1차 대회 남자 팀추월 은메달
- 2014 제34회 전국장애인체전 사이클 남자 개인도로 독주 16.2km DB 금메달
- 2014 제34회 전국장애인체전 사이클 남자 개인추발 4km DB 금메달
- 2014 제34회 전국장애인체전 사이클 남자 독주 1km DB 금메달
- 2012 제7회 아시아태평양농아인경기대회 사이클 50km 포인트 3위
- 2012 제7회 아시아태평양농아인경기대회 사이클 1000m 스프린트 1위
- 2012 제53회 전국 스피드스케이팅 선수권대회 남자 5000m 2위
- 2012 제17회 코카콜라 체육대상 우수단체상
- 2011 ISU 스피드스케이팅 월드컵 3차 대회 남자 팀 추월 2위
- 2011 KB금융 스피드스케이팅 챔피언십 남자 10000m 금메달
- 2011 제92회 전국동계체육대회 남자 대학부 5000m 금메달
- 2010 제65회 전국남녀 종합 빙상선수권대회 스피드 스케이팅 남자 5000m 2위
- 2006 제87회 전국동계체육대회 스피드스케이팅 남자 중등부 5000m 우승
- 2006 제87회 전국동계체육대회 스피드스케이팅 남자 중등부 3000m 우승
- 2005 제60회 종합빙상선수권대회 스피드스케이팅 남자 5000m 준우승